# NGC 432
NGC 432 is een elliptisch sterrenstelsel in het sterrenbeeld Toekan. Het hemelobject ligt ongeveer 346 miljoen lichtjaar (18,8×106 parsec) van de Aarde verwijderd en werd op 6 oktober 1834 ontdekt door de Britse astronoom John Herschel.

## Synoniemen
- PGC 4290
- ESO 113-22